# Deutscher Kulturverband
Der Deutsche Kulturverband (DKV) wurde am 2. November 1919 von dem Advokaten Dr. Ludwig Krieg (1861–1933), seit 1917 Obmann des Vereins „Deutsches Haus“ in Prag, und anderen vormaligen Mitgliedern des Deutschen Schulvereins in Prag gegründet und galt als dessen Rechtsnachfolger auf dem Gebiet der ersten tschechoslowakischen Republik. Ebenso wie die anderen nationalen Schutzvereine erachtete auch der DKV seine Arbeit als streng apolitisch, obwohl er durch die Ausstattung von Schulen, Finanzierung von Lehrern und Lehrmaterial sowie durch die Vergabe von Stipendien aktive Minderheiten-Politik betrieb. Erster Vorsitzender wurde der Arzt, Kultur- und Volkstumspolitiker Rudolf Funke aus Leitmeritz.
Der Kulturverband hatte 2.700 Ortsgruppen mit 500.000 Mitgliedern. Die meisten von ihnen waren Sudetendeutsche und lebten in den deutsch-tschechischen Grenzgebieten. 1933 umfasste der DKV 3.100 Zweigstellen auf dem Gebiet der Tschechoslowakei (ČSR). Die obersten Ziele des Kulturverbandes bestanden in dem Erhalt und der Stärkung des deutschen Volkstums in seinen böhmischen und mährischen Siedlungsgebieten. Nach der Zerschlagung der Tschechoslowakei 1939 und der Gleichschaltung des Verbandes im NS-Staat wirkte der DKV unter seinem Vorsitzenden August Geßner im Reichsprotektorat Böhmen und Mähren an der Volkstumspolitik der Nationalsozialisten mit.

## Publikation
Von 1922 bis 1938 erschien jährlich ein Kalender des Deutschen Kulturverbandes, der im Auftrag der Hauptleitung erstellt wurde.

## Berühmte Mitglieder
- Bruno Nowak (1901–1940), Schriftsteller (Pseudonym Gottfried Rothacker)